# Guszczewina
Guszczewina est un hameau de Pologne situé dans la voïvodie de Podlachie, dans le powiat de Hajnówka et la commune (gmina) de Narewka. Il est environ à 3 km à l'est de Narewka, à 19 km au nord-est de Hajnowka et 53 km au sud-est de Białystok.
Dans les années 1975-1998 il appartenait administrativement à la voïévodie de Bialystok.
Y sont nés Danuta Siedzikówna, infirmière de l’armée intérieure et héroïne de la résistance polonaise au nazisme et au communisme, ainsi qu’Inka et Szymon (Romańczuk), archevêques orthodoxes de Łódź et de Poznań.

## Source
- (en) Cet article est partiellement ou en totalité issu de l’article de Wikipédia en anglais intitulé « Guszczewina » (voir la liste des auteurs).

- (pl) Cet article est partiellement ou en totalité issu de l’article de Wikipédia en polonais intitulé « Guszczewina » (voir la liste des auteurs).